# ۴۷۲۱ آتاهوالپا
سیارک ۴۷۲۱ (به انگلیسی: 4721 Atahualpa، نامگذاری:4239T-2) چهار هزار و هفتصد و بیست و یکمین سیارک کشف شده‌است که در ۲۹ سپتامبر ۱۹۷۳ کشف شد.
قدر مطلق سیارک برابر ۱۳٫۷۰ است.